# واوکومیس (اکلاهما)
واوکومیس(به انگلیسی: Waukomis) شهری در ایالت اکلاهما کشور ایالات متحده آمریکا است که جمعیت آن در سرشماری سال ۲۰۱۰ میلادی، ۱٬۲۸۶ نفر بوده‌است.